# Jan Łakota
Jan Łakota (ur. 24 grudnia 1881 w Blanowicach, zm. 1 września 1952 w Zawierciu) – polski rolnik, radny, poseł na Sejm II Rzeczypospolitej.

## Życiorys
Był synem Pawła oraz Magdaleny de domo Kotarskiej. Jego ojciec był właścicielem młyna wodnego w Blanowicach oraz części Blanowic. W wieku trzech lat stracił ojca, a jego ojczymem został Antoni Pałuchowski, wójt gminy Zawiercie.
Uczył się w szkole gminnej w Kromołowie oraz szkole elementarnej w Zawierciu. W 1899 roku rozpoczął praktykę w TAZ, ucząc się jednocześnie w czteroletniej szkole technicznej. Podczas praktyk uczył się rytownictwa, opanował wówczas technikę wyrycia rysunku na płycie drewnianej oraz metalowej. Następnie pracował w dziale farbiarskim i dziale apretury. W 1912 roku ożenił się z Wiktorią Kotelą, z którą miał siedmioro dzieci.
Przed I wojną światową dwukrotnie został wybrany na stanowisko delegata powiatowego w wyborach do Dumy. W 1914 roku wskutek zniszczenia gospodarstwa przez wojsko austro-węgierskie popadł z konflikt z władzami wojskowymi i został aresztowany na dwa tygodnie. W latach 1916–1919 był członkiem sejmiku powiatowego w Dąbrowie Górniczej oraz rady gminnej w Kromołowie. W 1918 roku został sekretarzem Okręgowego Towarzystwa Rolniczego Powiatu Będzińskiego; zakładał także kółka rolnicze (Blanowice) i spółki spożywcze (Blanowice, Skarżyce). Był członkiem Związku Młynarzy Polskich.
W 1919 roku kandydował do Sejmu Ustawodawczego z ramienia Narodowego Zjednoczenia Ludowego. Jako poseł przystąpił do Stronnictwa Polskiego Zjednoczenia Ludowego, a następnie do końca kadencji Sejmu do Narodowego Zjednoczenia Ludowego. W Sejmie składał m.in. interpelacje w sprawie Zagłębia Dąbrowskiego. Był ponadto wiceprezesem Sejmowej Komisji Administracyjnej.
Po utworzeniu w 1927 roku powiatu zawierciańskiego został radnym powiatu. Był członkiem Powiatowej Rady Szkolnej, a także Rady Wojewódzkiej oraz Izby Rolniczej w Kielcach, wchodził w skład zarządu Komunalnej Kasy Oszczędnościowej. Współfinansował budowę gmachu starostwa powiatowego w Zawierciu, podarował także drewno na budowę szkoły powszechnej w Blanowicach (1932).
W 1928 roku po raz drugi został wybrany do Sejmu jako poseł BBWR. W trakcie kadencji Sejmu pracował w komisjach: administracyjnej i skarbowej.
Po wybuchu II wojny światowej, w 1939 roku współorganizował komitet niesienia pomocy dla uciekinierów. Zimą 1943 roku został wysiedlony do obozu pracy we Frysztacie, a jego młyn przejął Niemiec rumuńskiego pochodzenia. W maju 1945 roku wrócił do Zawiercia. Zmarł w 1952 roku; został pochowany na cmentarzu rzymskokatolickim w Zawierciu.